# Polana Pękalówka

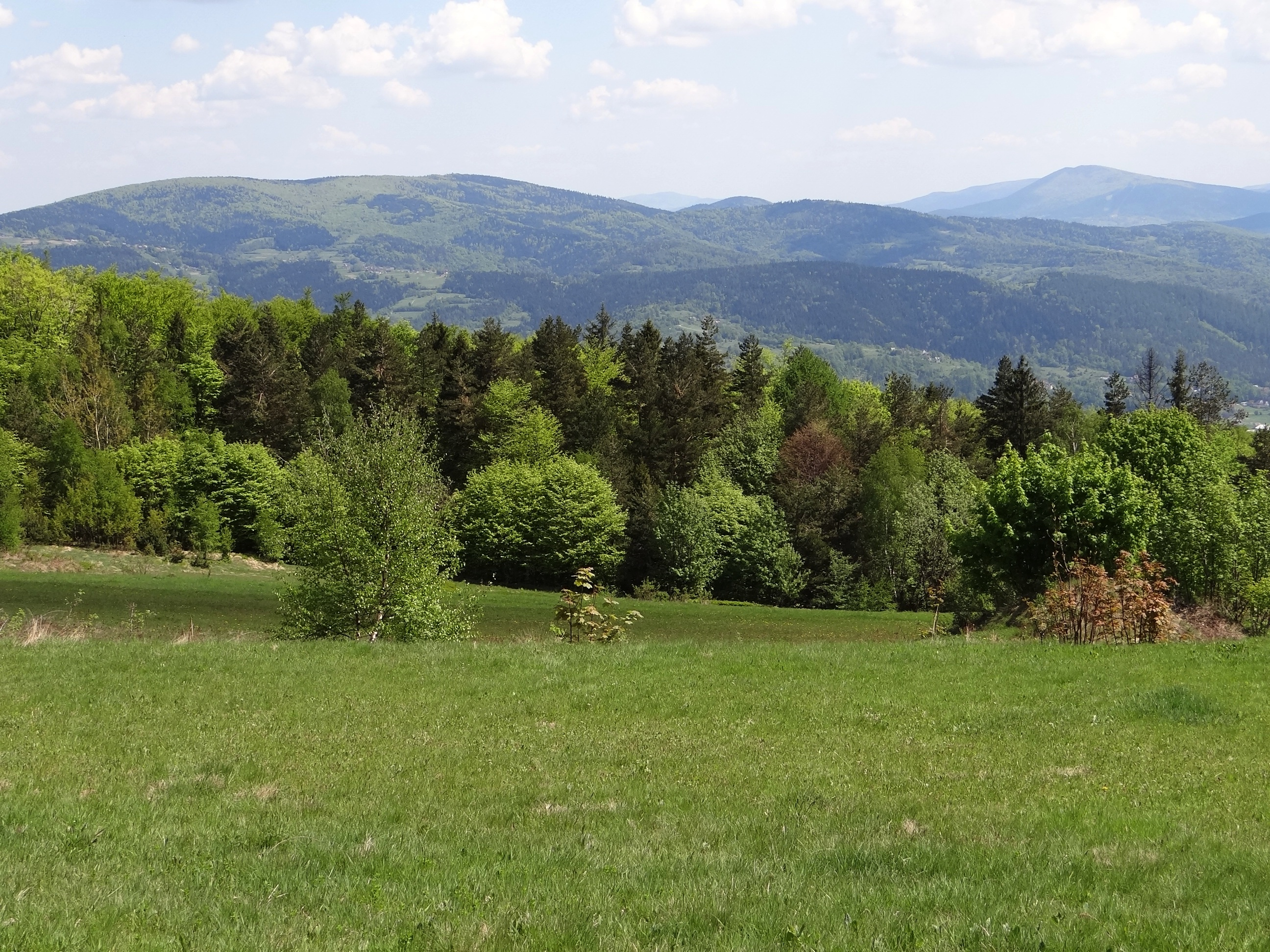
Polana Pękalówka i widok na Pasmo Lubomira i Łysiny

Pękalówka – polana w Beskidzie Makowskim, na południowym stoku Gronika (839 m). Opada niemal spod samego jego wierzchołka aż po około 550 m n.p.m. Nazwa pochodzi od najwyżej na niej położonego osiedla Pękale. Jest to duża polana, na której znajdują się pola uprawne i zabudowania miejscowości Krzczonów. Górna część polany jest jednak niezabudowana. Niegdyś były tutaj pola orne, o czym świadczą miedze i kupy kamieni zbierane z pól. Obecnie zaprzestano już tutaj uprawy, polana jest jednak nadal koszona.
Pękalówką nazywany jest również wznoszący się nad polaną szczyt Gronik, przez który prowadzi szlak turystyczny. Polana znajduje się tuż poniżej szlaku biegnącego grzbietem masywu Kotonia, jest jednak ze szlaku niewidoczna, gdyż oddziela ją od szlaku wąski pas lasu. Rozciąga się z niej szeroka panorama widokowa na południową stronę.